# Lijst van voetbalinterlands Afghanistan - Tadzjikistan (vrouwen)
Deze lijst van voetbalinterlands is een overzicht van alle officiële voetbalinterlands tussen de nationale vrouwenteams van Afghanistan en Tadzjikistan. De landen hebben tot nu toe één keer tegen elkaar gespeeld, op 1 december 2018 in Tasjkent tijdens het Centraal-Aziatisch kampioenschap voetbal vrouwen.

## Wedstrijden
| № | Plaats   | Datum           | Competitie                                            | Wedstrijd                  | Uitslag |
| - | -------- | --------------- | ----------------------------------------------------- | -------------------------- | ------- |
| 1 | Tasjkent | 1 december 2018 | Centraal-Aziatisch kampioenschap voetbal vrouwen 2018 | Afghanistan − Tadzjikistan | 0 − 5   |

## Samenvatting
| Competitie                                       | Totaal gespeeld | Winst Afghanistan | Gelijk | Winst Tadzjikistan | Doelsaldo Afghanistan – Tadzjikistan |
| ------------------------------------------------ | --------------- | ----------------- | ------ | ------------------ | ------------------------------------ |
| Centraal-Aziatisch kampioenschap voetbal vrouwen | 1               | 0                 | 0      | 1                  | 0 − 5                                |
| Totaal                                           | 1               | 0                 | 0      | 1                  | 0 − 5                                |